# Monumento a Miguel de Cervantes (Albacete)
El monumento a Miguel de Cervantes es un busto dedicado a la magistral figura literaria situado en la ciudad española de Albacete.
Está localizado en el interior del parque Abelardo Sánchez, en el centro de la capital albaceteña. Se trata de un busto de piedra en homenaje al escritor universal Miguel de Cervantes Saavedra, autor de Don Quijote de la Mancha, obra cumbre de la literatura española. Se encuentra elevado sobre un pedestal que constituye su base.
Fue inaugurado el 16 de septiembre de 1948 por el presidente de la Comisión Cervantina Arturo Gotor y el alcalde de Albacete Juan Silvestre Miñana. Su inauguración fue uno de los actos más sobresalientes de la Feria de Albacete de ese año, conocida como Feria de Cervantes. Las cámaras del No-Do de Televisión Española grabaron el acto de inauguración. Es obra del escultor Ignacio Pinazo.